# Divorces (film)
Pour les articles homonymes, voir Divorce (homonymie).
Pour plus de détails, voir Fiche technique et Distribution.
Divorces est un film français réalisé par Valérie Guignabodet et sorti en 2009.

## Synopsis
Alex et Valentine Dubois sont mariés et avocats spécialisés dans les affaires de divorce. Ils ont pris l'habitude de représenter chacun une partie et cherchent à obtenir des séparations à l'amiable, dans la sérénité et le respect de l'autre, de préférence avec garde alternée et famille recomposée, loin des atroces scènes de ménage de la génération précédente. Pour obtenir ce résultat, ils n'hésitent pas à mettre en avant leur propre bonheur. Ainsi, leur dernière affaire s'est soldée par la séparation réussie de Florence et Arthur. Quand Valentine découvre que son mari la trompe avec Florence, elle tente d'éviter la crise avant d'apprendre que tout le palais de justice est au courant. Blessée, Valentine opte pour une attitude plus offensive. Désormais, entre elle et Alex, tout divorce à l'amiable est impossible.

## Fiche technique
- Réalisation : Valérie Guignabodet
- Scénario : Valérie Guignabodet, Franck Philippon, Brigitte Hedou-Prat
- Producteur : Philippe Godeau
- Année : 2009
- Durée : 100 minutes
- Genre : Comédie
- Date de sortie : 14 octobre 2009
- Musique : Nicolas Errera
- Photo : Pierre Gill
- Distribution : StudioCanal
- Langue : français

## Distribution
- François-Xavier Demaison : Alex Dubois, l'avocat des divorces
- Pascale Arbillot : Valentine Dubois, l'avocate des divorces
- Juliette Arnaud : Florence, la maîtresse d'Alex
- Mathias Mlekuz : Arthur Dimitroff, l'ex mari de Florence
- Brigitte Catillon : la juge
- Zinedine Soualem : Marc
- Cyril Couton : Olive
- Nathalie Corré : Johana, l'esthéticienne qui veut divorcer
- Serge Hazanavicius : Ben
- Geneviève Casile : la mère de Valentine
- Valentine Bouly : Alice, la fille ainée d'Alex et Valentine
- Julie Quehen : Pauline, la deuxième fille d'Alex et Valentine
- Gilles Gaston-Dreyfus : le pompier
- Frédéric Maranber : le client
- Marianne Groves : la cliente
- André Chaumeau : M. Briard
- Nailia Harzoune : Célia
- Marie-Bénédicte Roy : L'assistante cabinet
- Juliette Poissonnier : La standardiste
- Jean-Louis Barcelona : L'huissier
- Jean-Baptiste Fonck : Thomas
- Jérôme Deschamps : Le réceptionniste
- Olivier Claverie : Le bâtonnier
- Clément Koch : L'avocat Ben
- Julie Deyre : La voisine appartement
- Eric Franquelin : Le jeune cadre

## Analyse